# Elecciones legislativas francesas en Comoras de noviembre de 1946
Las elecciones a la Asamblea Nacional francesa se llevaron a cabo en Comoras el 10 de noviembre de 1946. El territorio eligió un solo escaño, con Saïd Mohamed Cheikh reelegido sin oposición.

## Resultados
|  | 100 % |

|  | 99.32 % |

|  | 0.68 % |

|  | 67.28 % |

|  | 32.72 % |